# سالاتسگریوا
سالاتسگریوا (به آلمانی: Salismünde) شهرکی در لتونی با جمعیت ۳٬۲۶۹ نفر است که در شهرداری سالاتسگریوا واقع شده‌است.

## نگارخانه

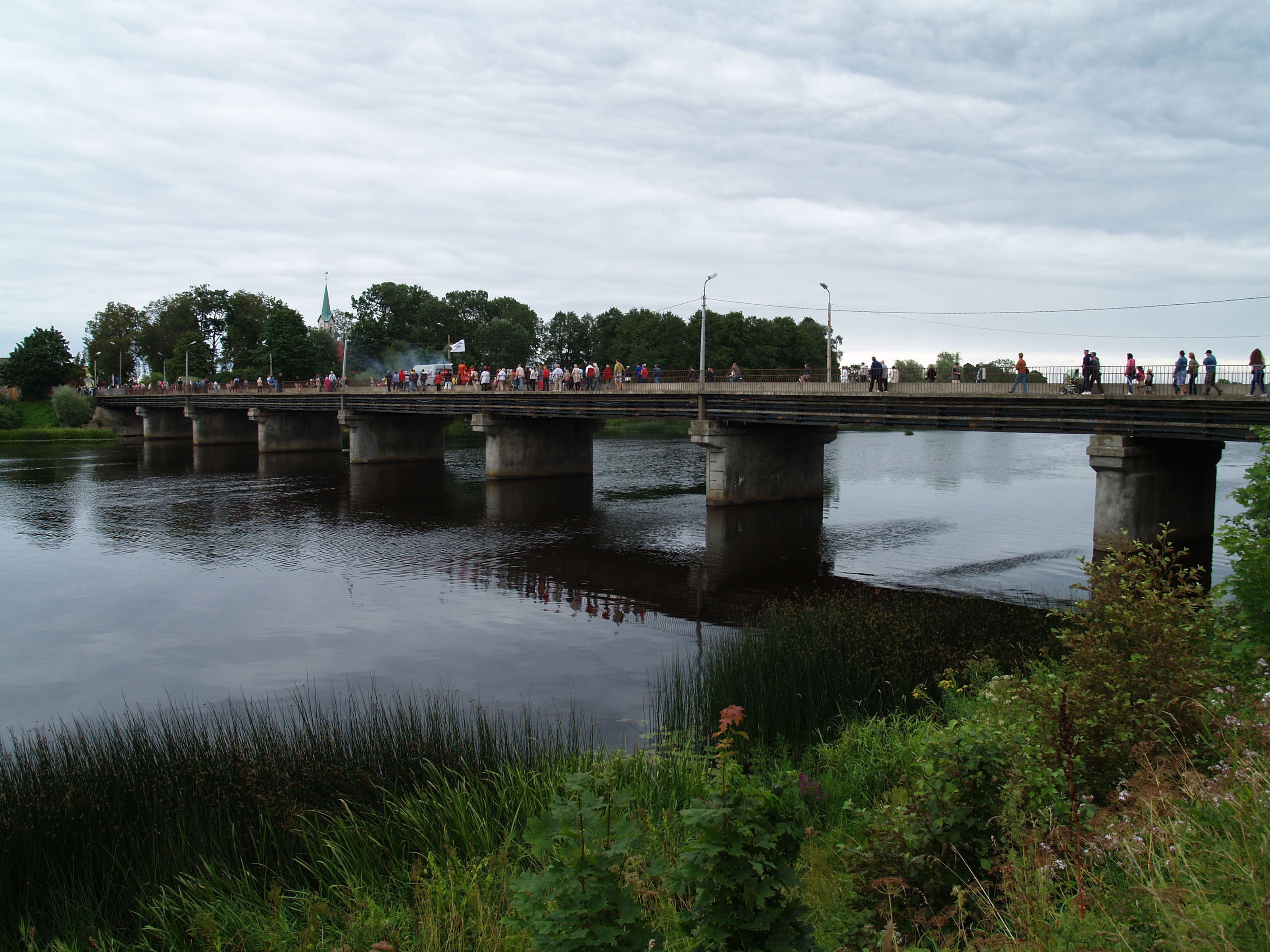
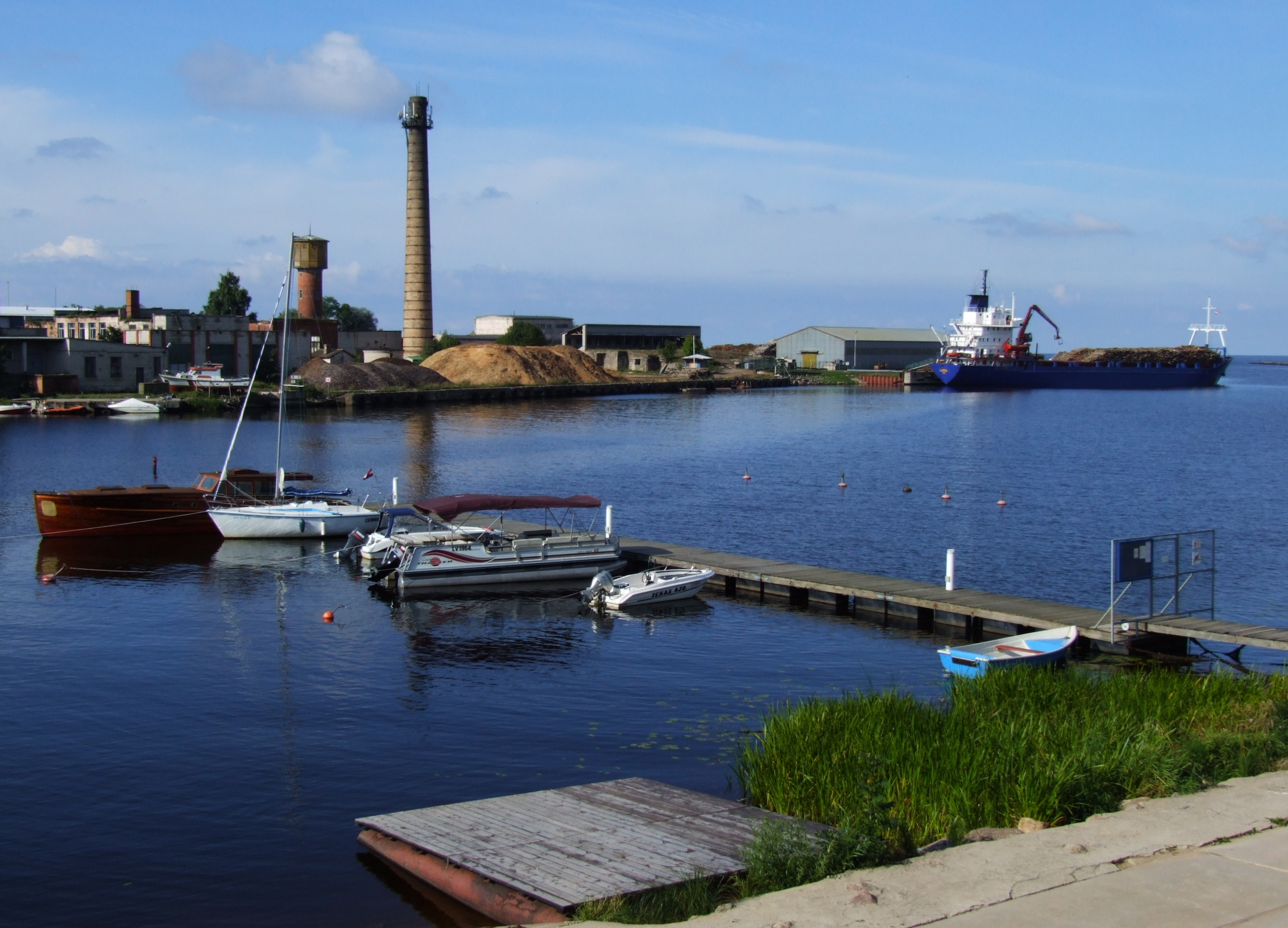
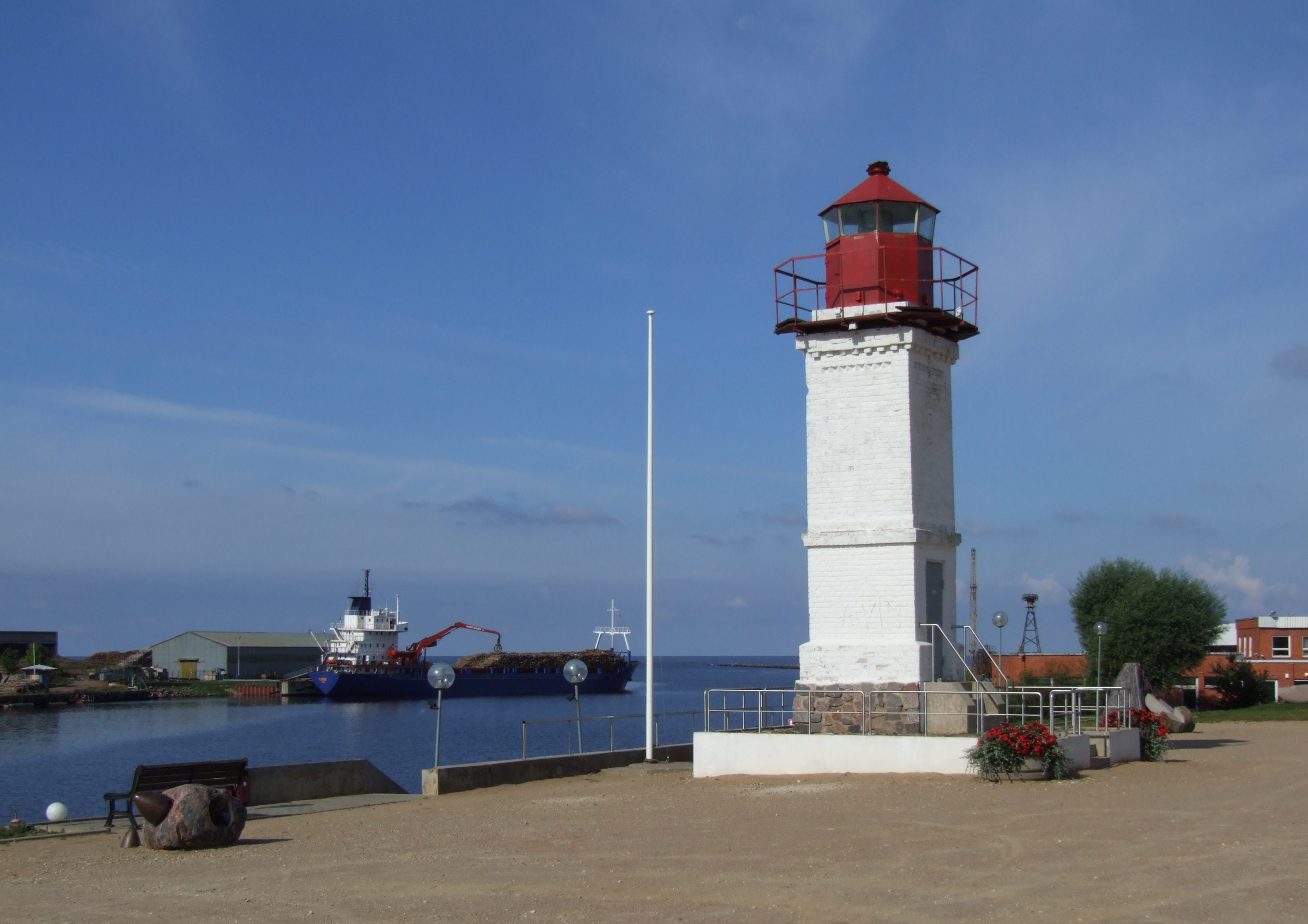